# Pangio doriae
Pangio doriae är en fiskart som först beskrevs av Perugia 1892.  Pangio doriae ingår i släktet Pangio och familjen nissögefiskar. Inga underarter finns listade i Catalogue of Life.